# Blazsek Ferenc
Blazsek Ferenc dr., Balázs, Bakonyi (1884. – 1959. december 15. előtt) válogatott labdarúgó, csatár, jobbszélső. A sportsajtóban Blazsek I néven szerepelt.

## Pályafutása

### Klubcsapatban
1902 és 1905 között a BTC csapatában játszott. Kivételesen gyors és technikás jobbszélső volt. Gólveszélyes játékával és kitűnő fejjátékával is kitűnt a többiek közül, annak ellenére, hogy erősen rövidlátó volt és emiatt még a mérkőzésen is szemüveget hordott.

### A válogatottban
1903 és 1905 között két alkalommal szerepelt a magyar válogatottban.

## Sikerei, díjai
- Magyar bajnokság
  - bajnok: 1902
  - 2.: 1903
  - 3.: 1904

## Statisztika

### Mérkőzései a válogatottban
| Magyarország | Magyarország      | Magyarország               | Magyarország | Magyarország | Magyarország | Magyarország | Magyarország | Magyarország |
| #            | Dátum             | Helyszín                   | Hazai        | Eredmény     | Vendég       | Kiírás       | Gólok        | Esemény      |
| ------------ | ----------------- | -------------------------- | ------------ | ------------ | ------------ | ------------ | ------------ | ------------ |
| 1.           | 1903. október 11. | Bécs, WAC-pálya            | Ausztria     | 4 – 2        | Magyarország | barátságos   | -            |              |
| 2.           | 1905. április 9.  | Budapest, Millenáris-pálya | Magyarország | 0 – 0        | Ausztria     | barátságos   | -            |              |
|              | Összesen          |                            |              | 2            | mérkőzés     |              | 0            | gól          |